# 普拉伏奇斯卡之门
普拉伏奇斯卡之门（捷克語：Pravčická brána）是位於捷克杰钦的一个天然拱，它的跨度为26.5米，內部高度为16米，最大宽度为8米，是欧洲最大的天然拱，也是易北河砂岩山脈中最引人注目的景點之一。

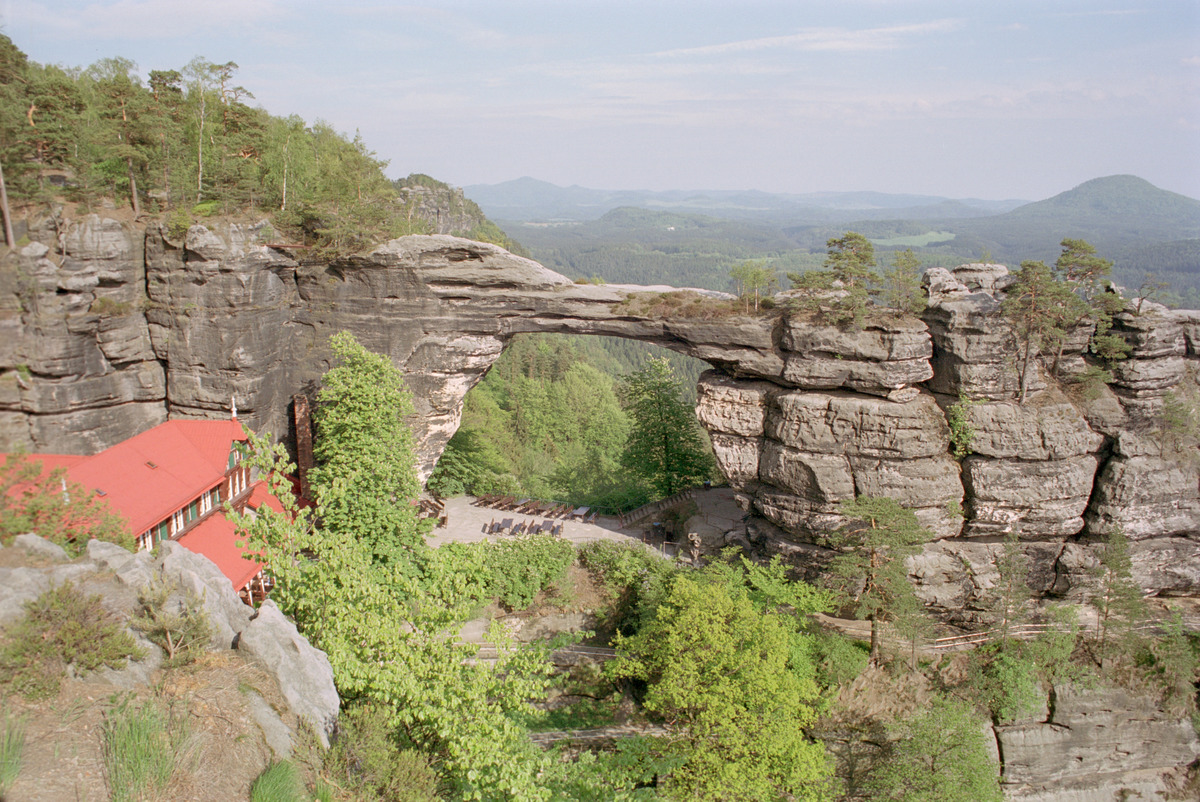
普拉伏奇斯卡之门